# Colotois virescens
Colotois virescens là một loài bướm đêm trong họ Geometridae.